# Пятьдесят копеек

Серебряная полтина Павла I с надписью на реверсе Не намъ, не намъ, а Имяни Твоему. 1798 год

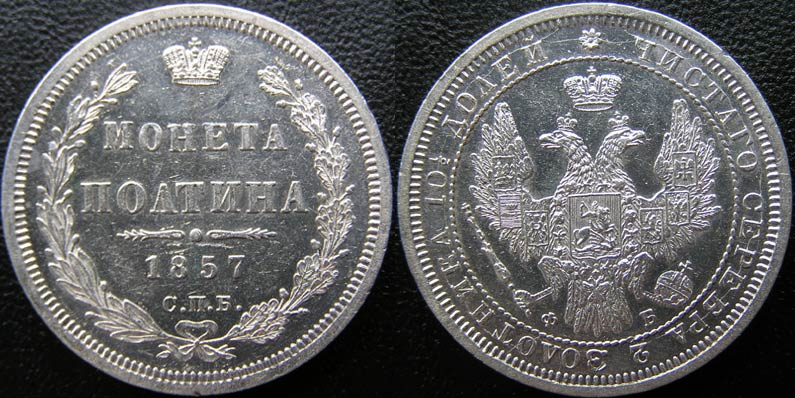
Серебряная полтина Александра II. 1857

Пятьдесят копеек, полти́нник или полти́на — монета достоинством в половину рубля (с XVII века — 50 копеек) или казначейский бумажный знак России (до 1917), Кубани (1918), Войска Донского (1918), треста Арктикуголь (Шпицберген) (1961), Внешторга СССР (1961), Литвы (1991), Белоруссии (1992) и других эмитентов.

## Этимология слова «полтина»
Отмечая, что слово «полтина» известно как минимум c XII века (первое упоминание в летописях относится к 1136 году), филолог Игорь Добродомов приводит четыре гипотезы его происхождения (сам он при этом склоняется к последнему варианту, основывая свою точку зрения на необъяснимом другими версиями написании слова в форме «полтына» в «Псковской второй летописи»: «а ржи по 3 мѣрѣ за полтыну»):
- от слова «полть» (половина мясной туши) плюс суффикс «-ина»;
- «пол-» (половина) плюс «тин» (в значении «удар», «рез» от глагола «тети» — рубить);
- «пол-» (половина) плюс суффикс «-тин(а)», извлеченный из слов типа «десятина», «третина»;
- «пол-» (половина) плюс «тин» (название денежной единицы, представляющее собой тюркизм, образованный от слов «тыйын», «тийин» и т. п. с колеблющимся вокализмом)[2][3].

Распространено употребление слова «полтинник» в переносном значении, применительно к различным объектам и понятиям, характеризуемым числом «50». Например, купюре 50 рублей, возрасту 50 лет, объективу с фокусным расстоянием 50 мм, и т. д.

## История выпуска

### Древнерусский период
Полтины появились в русских княжествах одновременно с рублями-гривнами, в XIII—XIV веке. Рубль представлял собой серебряный (как правило) слиток вытянутой формы; разрубленный пополам, он делился на две полтины.
С возобновлением на Руси в конце XIV века собственной монетной чеканки (см. деньга), рубль и полтина становятся используемыми для крупных торговых сделок счётными единицами (1 полтина = 100 денег = 16 алтынам + 4 денги). Как реальная монета полтина не появляется вплоть до второй половины XVII века.

### Реформа Алексея Михайловича
В 1654 году, в правление Алексея Михайловича, в рамках конфискационной денежной реформы чеканились медные полтинники, которые предписано было принимать по курсу 50 серебряных копеек. Реформа привела к быстрому вымыванию из обращения полноценной монеты и закончилась так называемым Медным бунтом, после которого все медные деньги были изъяты из обращения. В 1655 году была введена ещё монета полуефимок, разрубленный пополам талер с надчеканкой, достоинством полрубля (полуефимок).

### Реформа Петра I

Серебряные 50 копеек Николая II. 1896

Золотая полтина Екатерины II для дворцового обихода, 1777

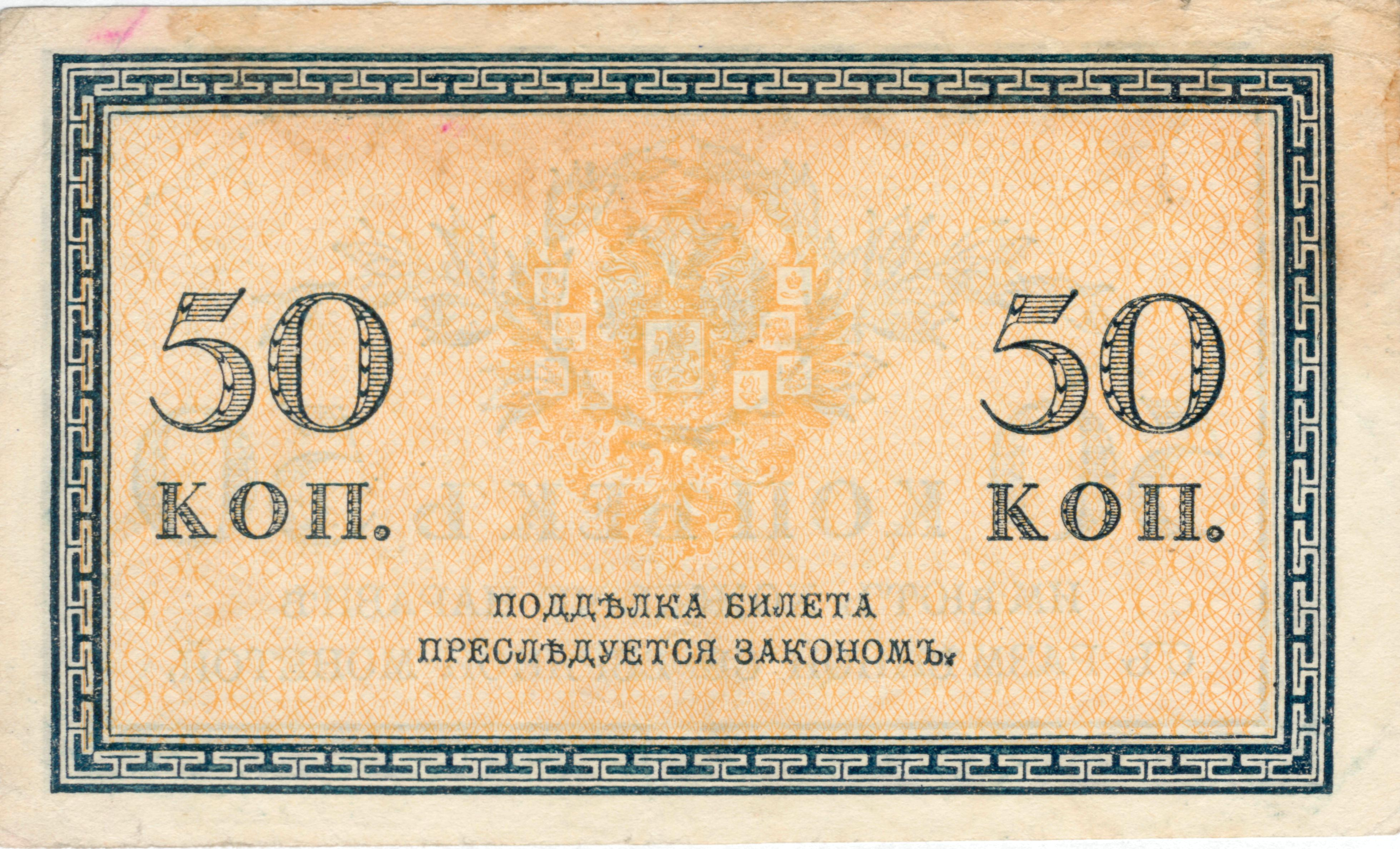
Билет 50 копеек Николая II, выпущенный из-за дефицита серебряной монеты в связи с началом войны, 1915

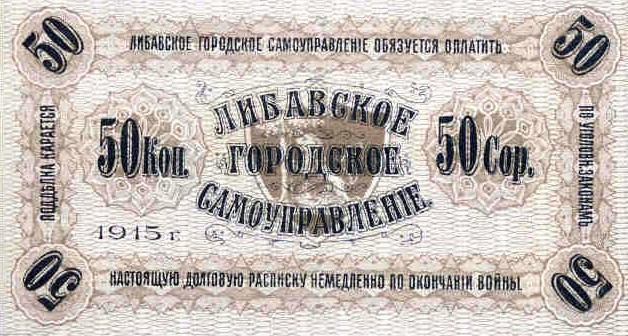
Разменный знак 50 копеек города Либава с надписью: Городское самоуправление обязуется оплатить настоящую долговую расписку немедленно по окончании войны. 1915

При Петре I была проведена денежная и монетная реформа, в ходе которой в обращение были введены также серебряные монеты крупных номиналов — в том числе полтинники, которые чеканились начиная с 1699 года. На протяжении XVIII—XIX веков полтина чеканилась регулярно по весовой норме, привязанной к весу серебряного рубля.

### Серебряный полтинник
В 1718 году именным указом для серебряных монет от гривенника до рубля была установлена проба в 70 золотников при весовой норме 14 рублей 40 копеек из 1 фунта серебра. Эта норма со временем менялась как в сторону понижения, так и в сторону повышения. В 1885 году утверждённым мнением Государственного Совета стандарты чеканки крупной серебряной монеты были изменены в последней раз: из 1 фунта серебра 900/1000 пробы было предписано чеканить монеты на 20 рублей 4714/25 копейки.
Как и серебряный рубль, который считался банковской монетой, полтинник имел такую же пробу.

### Золотая полтина
Известны предназначавшиеся для «дворцового» обращения золотые полтины 917 пробы, выпускавшиеся при Елизавете в 1756 году и Екатерине II в 1777 и 1778 годах. Полтина 1756 года имела нормативный вес 0,8 г, а при Екатерине II — 0,65 г.

### Медная полтина
В 1654 году при Алексее Михайловиче чеканилась медная полтина штемпелем, сходным со штемпелем рубля, только царь на идущем коне, а не на скачущем. Оборотная сторона имела двуглавого орла в орнаменте, дату буквами и наименование достоинства «ПОЛТИННИК». Надпись на полтиннике вокруг всадника на идущем коне: «Божиею милостию царь и великий князь Алексей Михайлович всея Руси». На полтинниках присутствовала дата славянской цифирью (буквами) в переводе «лета 7162», то есть по летоисчислению от Сотворения Мира.
Имперский полтинник, отчеканенный или литой в бронзе или латуни — это фальшивый полтинник, который был покрыт серебром.

### Специальный выпуск, полтина-плата
В 1726 году из-за нехватки серебра в Екатеринбурге был осуществлён специальный выпуск медных номиналов от копейки до рубля на квадратных заготовках — так называемых «плат» (пластин); в том числе была выпущена медная полтина. По углам полтины-платы чеканили одним штемпелем двуглавого орла, а в середине круглый штемпель с надписью (легендой) в пять строк «ЦЕНА ПОЛТИНА 1726 ЕКАТЕРІНЪ БУРХЪ».
Полтина-плата 1725 года является пробной и не описанной. В коллекции Фарука была плата-полтина 1725 года, которую он описал как новодел, сделанный для мануфактурной выставки в Санкт-Петербурге. Центральный штемпель содержал легенду в четыре строки «ЦЕНА ПОЛТІНЯ ЕКАТЕРІНЬБУ РХЬ1725». Странно, что некоторые эксперты определили эту плату с датой «1726». «ПОЛТІНЯ» читалось как «полтина», то есть «Я» читалась как «А», а у буквы «Я» было своё написание «Ѧ».

### Советская эпоха
В 1921 был произведен выпуск первых советских 50 копеек. Они имели параметры соответствующие серебряным царским полтинникам.

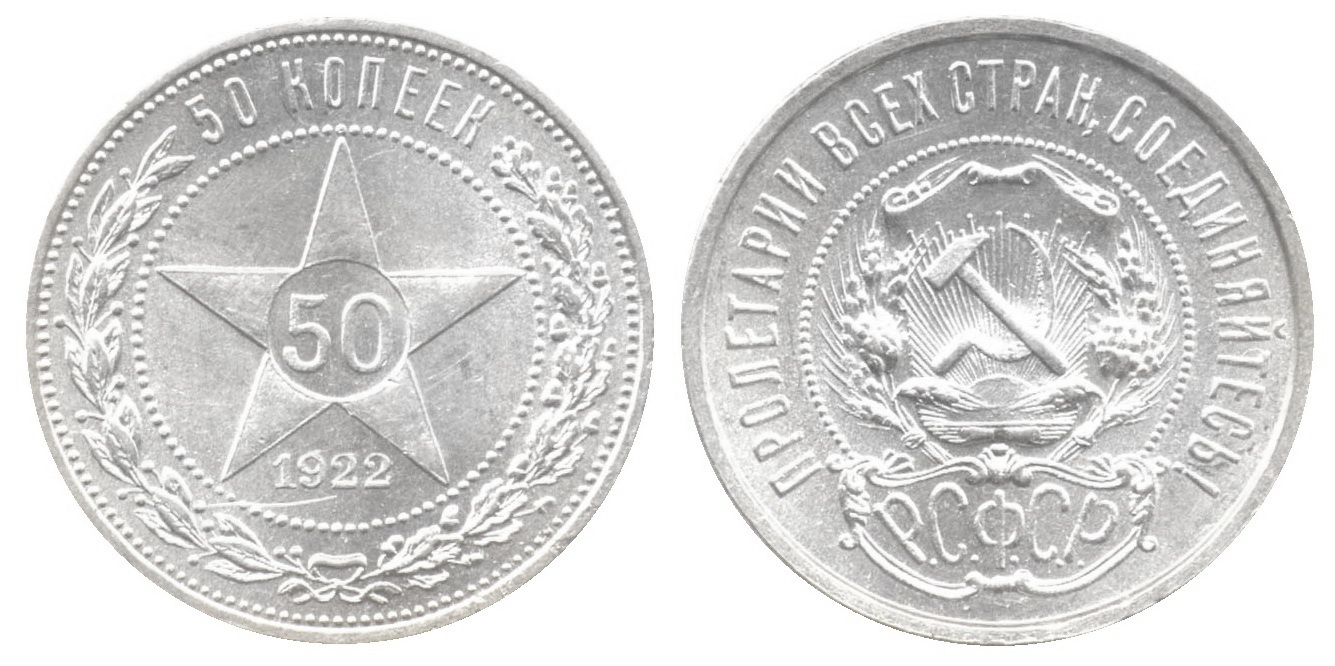
50 копеек РСФСР 1922, серебро

В 1922—1924 годах произошла первая советская денежная реформа. Декрет ЦИК и СНК СССР от 22 февраля 1924 года «О чеканке и выпуске в обращение серебряной и медной монеты советского образца» предусматривал выпуск новых серебряных и медных монет. В обращении появились, в частности, полновесные серебряные рубли и полтинники с датами «1921», «1922» и «1924», «1925», «1926», а также «1927».

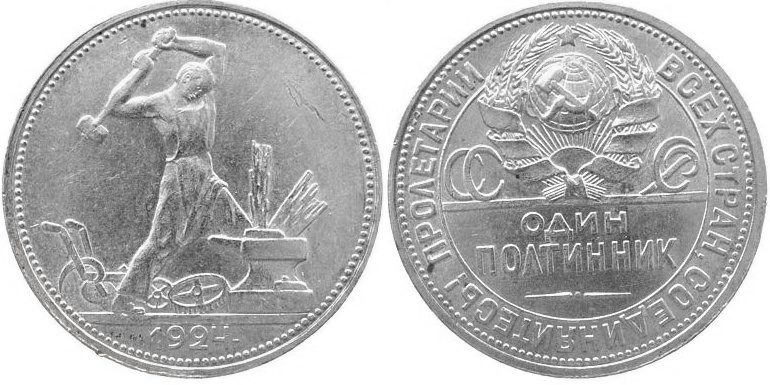
Полтинник СССР 1924, серебро

Серебряные монеты имели достоинство в 1 рубль, 50, 20, 15 и 10 копеек, на реверсе у них изображался герб РСФСР. С 1921 года эти монеты чеканились на Монетном дворе в Петрограде, 50 копеек 1922 и полтинники 1924—1927 годов изготавливались под руководством Петра Латышева.
Затем заказ на чеканку серебряных полтинников (а также медных пятаков) был передан в Великобританию. Они имеют обозначение «Т·Р» (Томас Роуз) на гурте. Пробные полтинники с надписью через фиту («Ѳ·Р») являются раритетом.

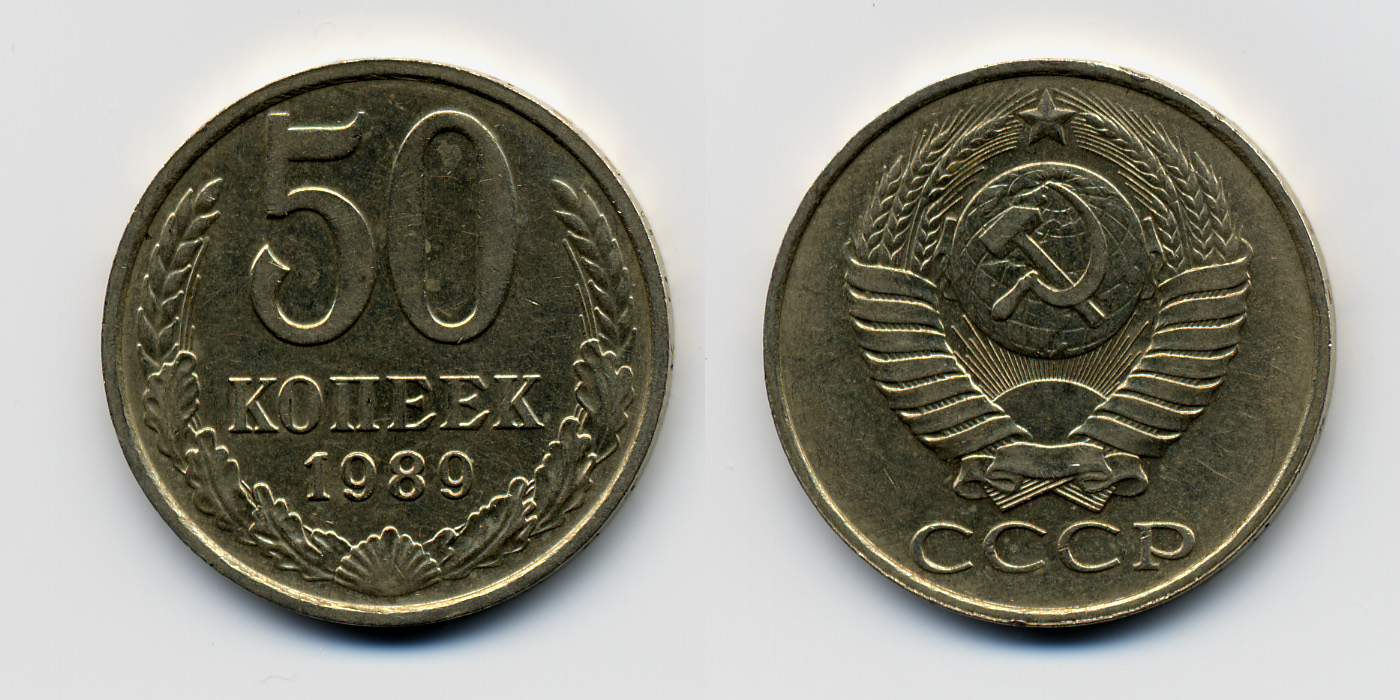
50 копеек СССР, 1989, медно-никелевый сплав

В 1967 году были выпущены юбилейные 50 копеек, посвященные 50-летию советской власти.

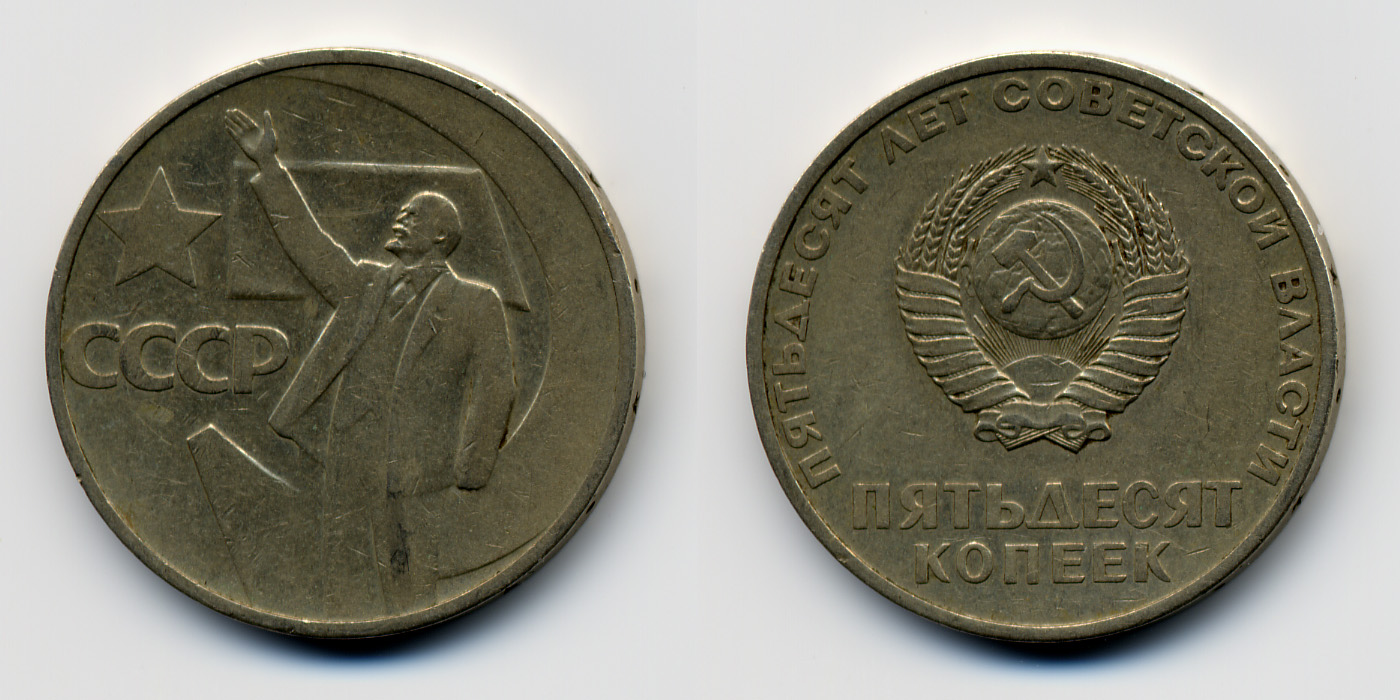
Юбилейные 50 копеек СССР, 1967, медно-никелевый сплав

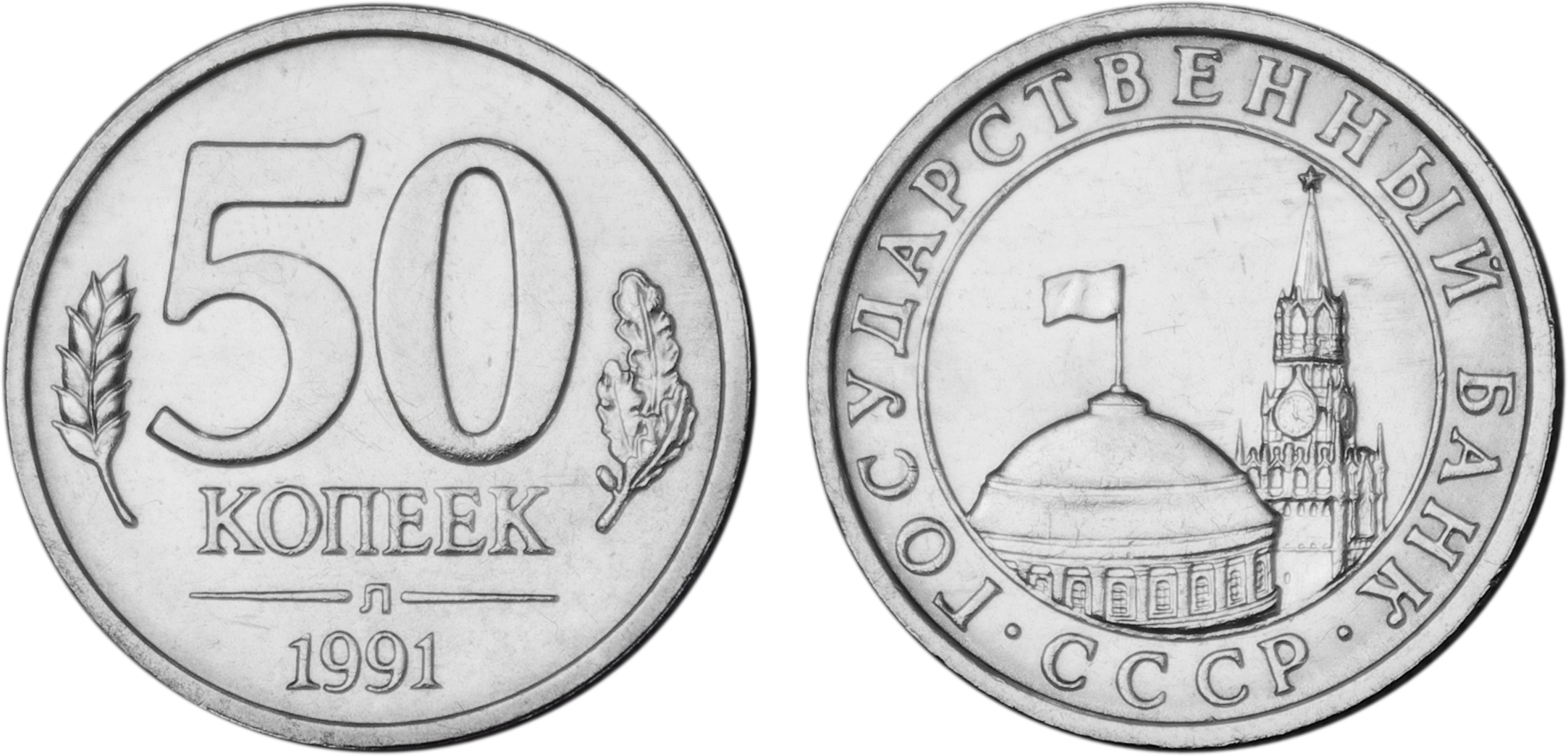
50 копеек СССР, 1991, медно-никелевый сплав

### Оккупация
В 2008 г. на аукционе Kunker была продана пробная монета Рейхскомиссариата Украина номиналом 50 копеек, не поступившая в обращение. Её реверс был позднее использован для первых монет пфеннига ГДР.

### Постсоветский период
Во время гиперинфляции 1991—1993 годов 50-копеечные монеты, до этого бывшие второй по достоинству монетой в СССР, резко обесценились, став одной из самых мелких разменных монет.

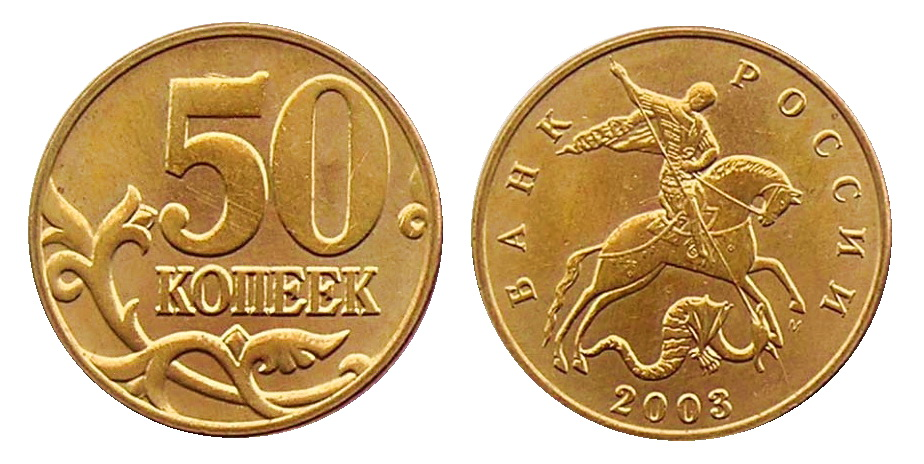
50 копеек Российская Федерация, 2003, латунь

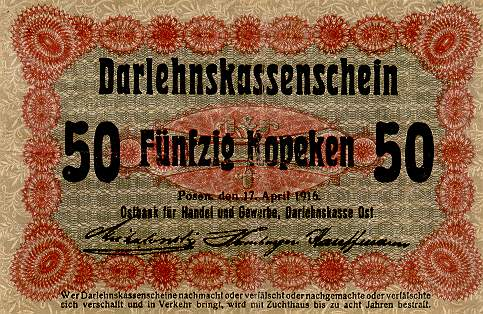
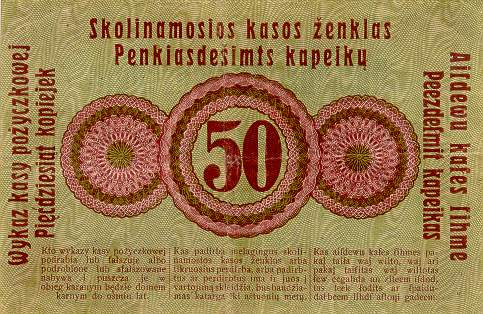
Знак 50 ост-копеек. Германия, 1916
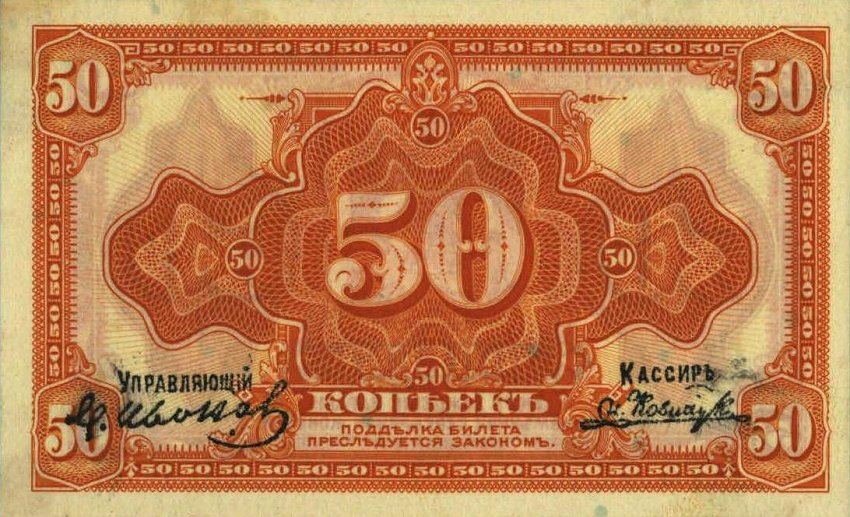
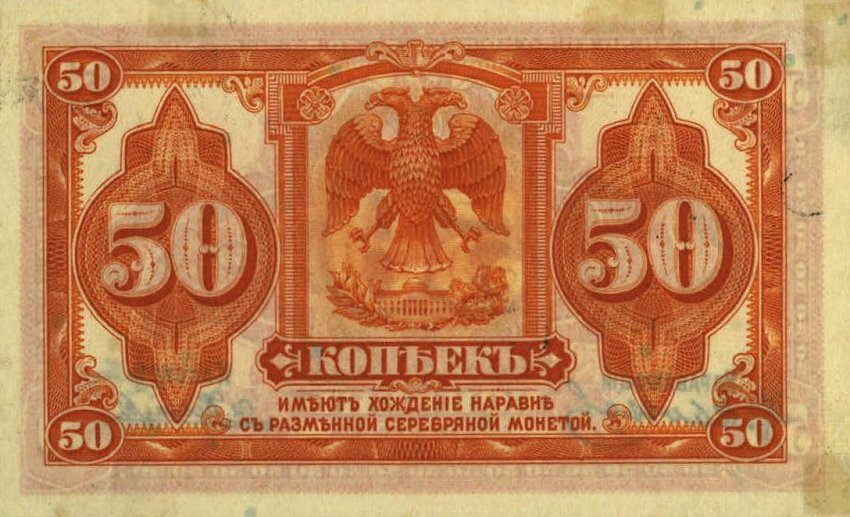
Разменный знак 50 копеек Колчака. 1918
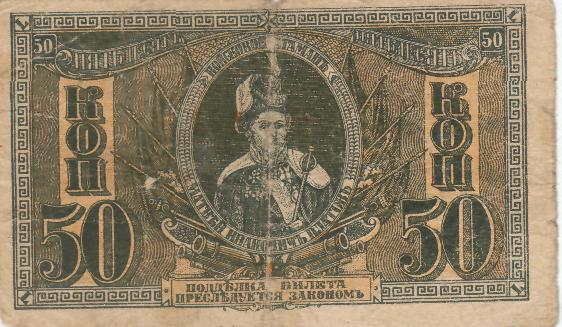
Билет 50 копеек Всевеликого Войска Донского с изображением атамана Платова. 1918, реверс
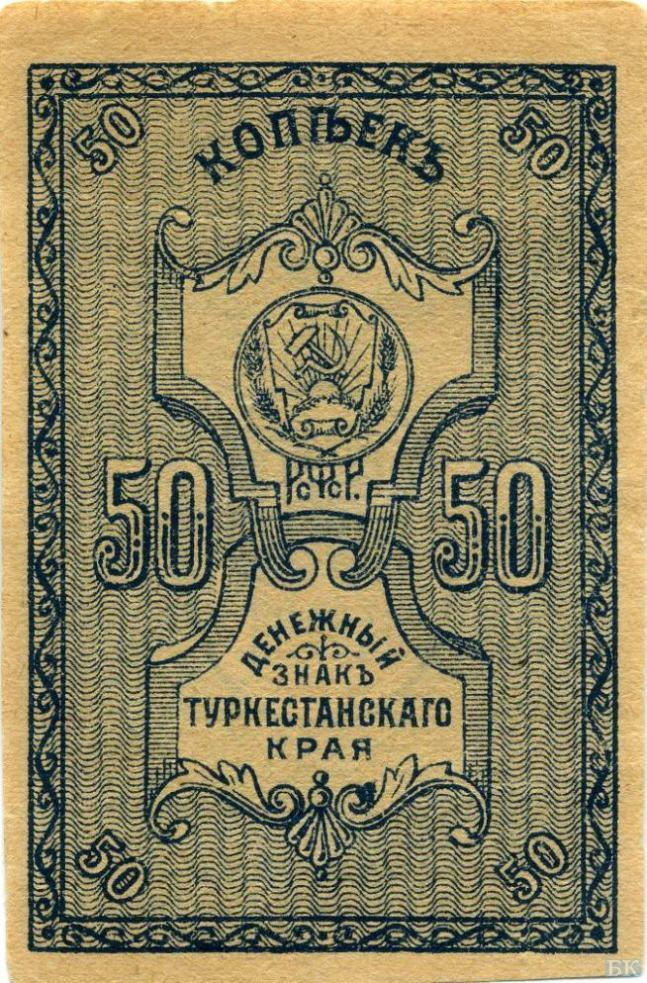
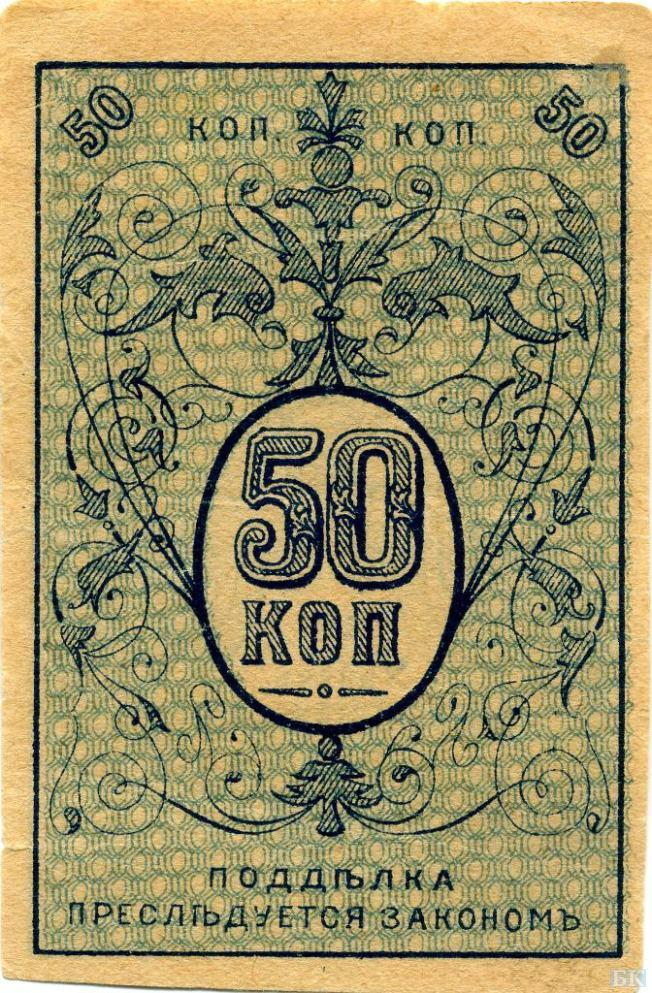
Денежный знак 50 копеек. Туркестанский край РСФСР, 1920
Разменный знак 50 копеек. Латвия, 1920
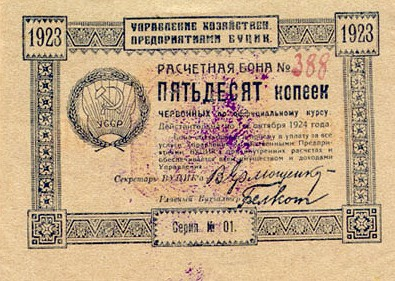
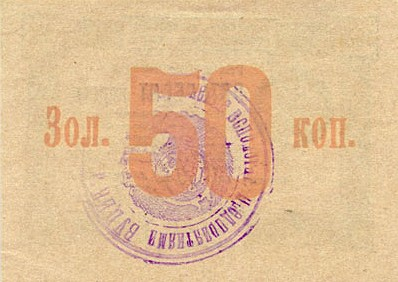
Бона ВУЦИКа 50 копеек золотом 1923. Аверс и реверс
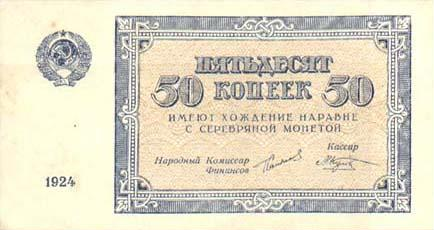
Денежный знак 50 копеек 1924 (аверс)
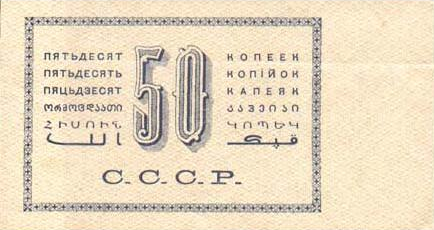
Денежный знак 50 копеек 1924 (реверс)
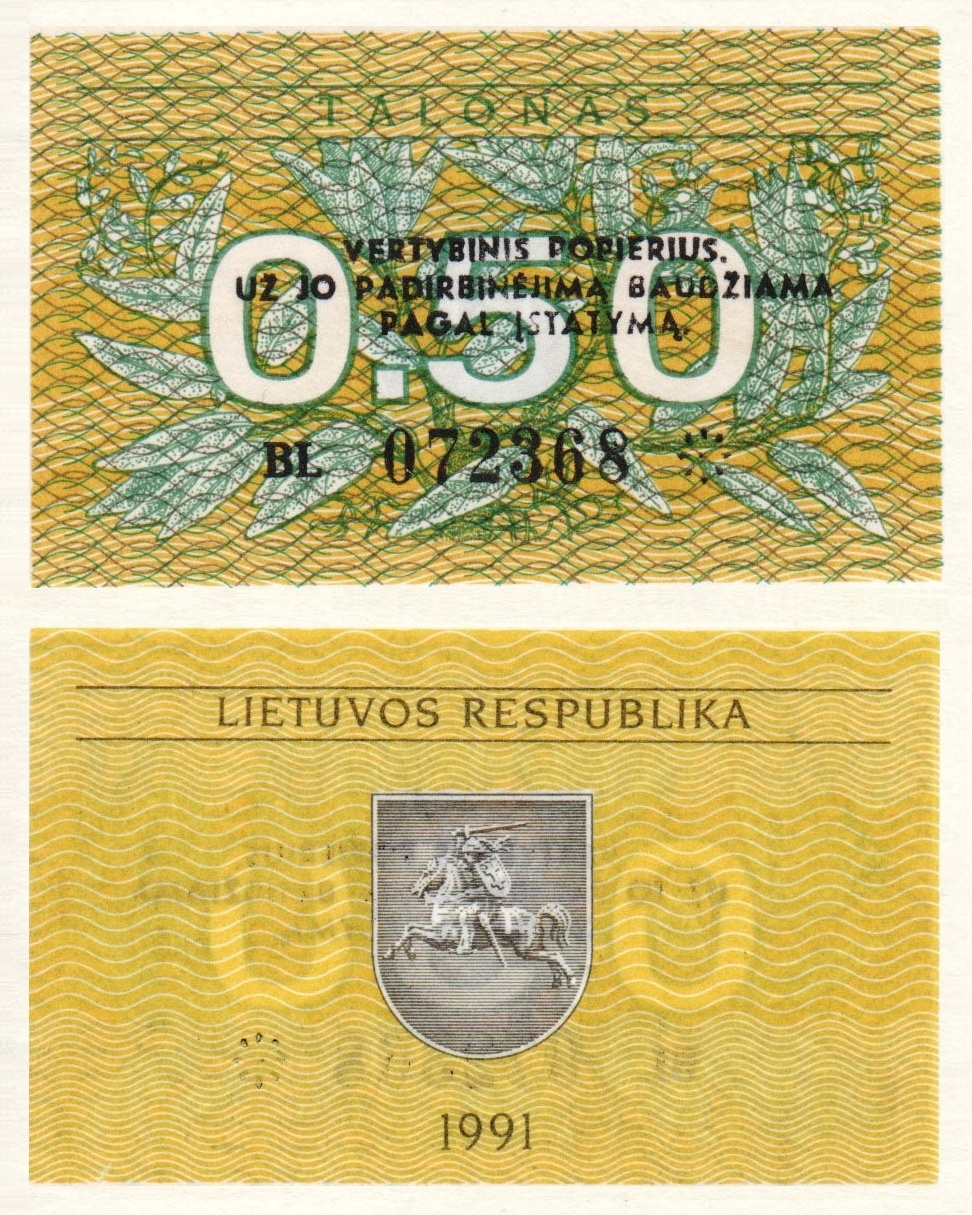
Талон 50 копеек. Литва, 1991
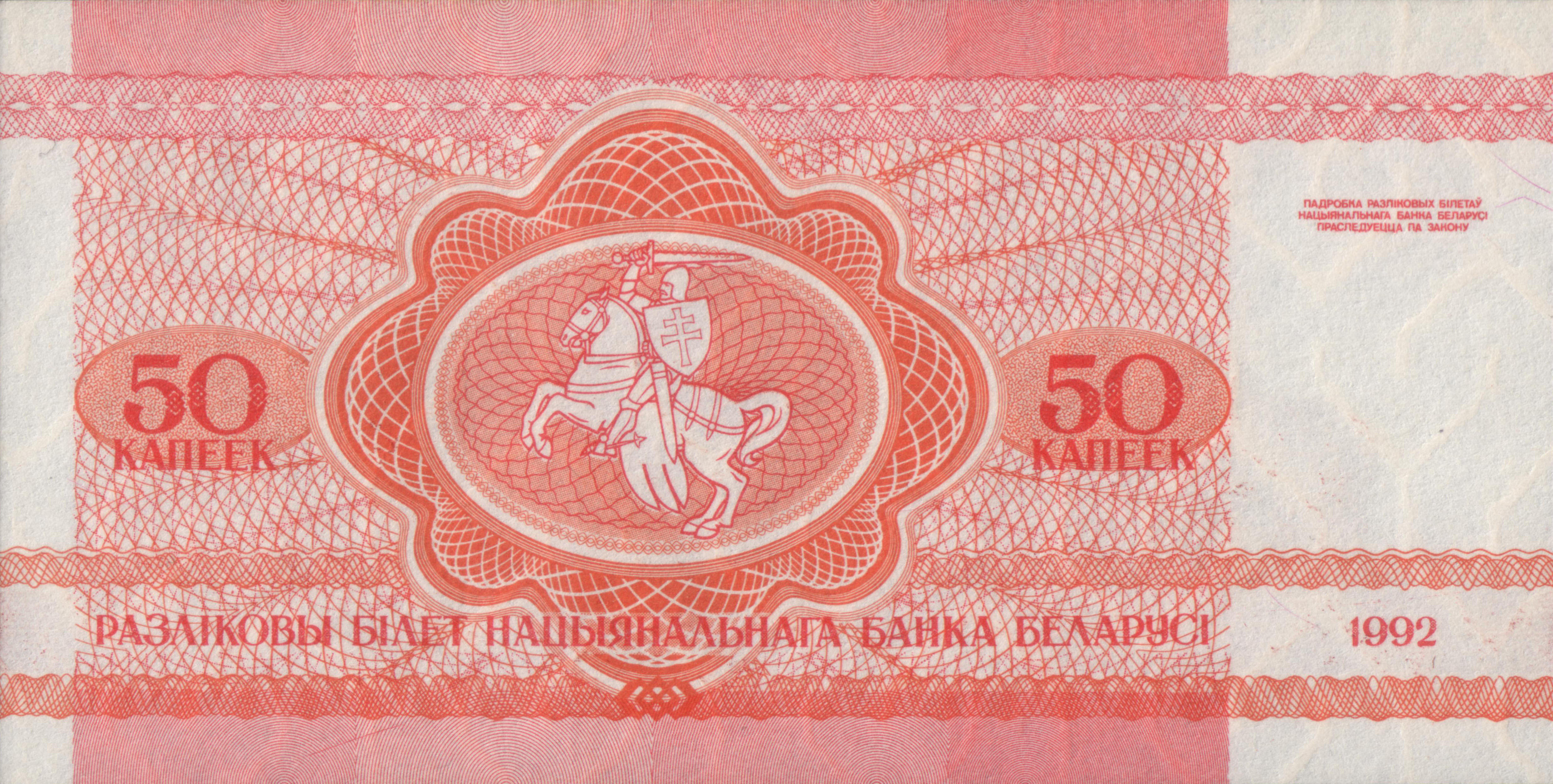
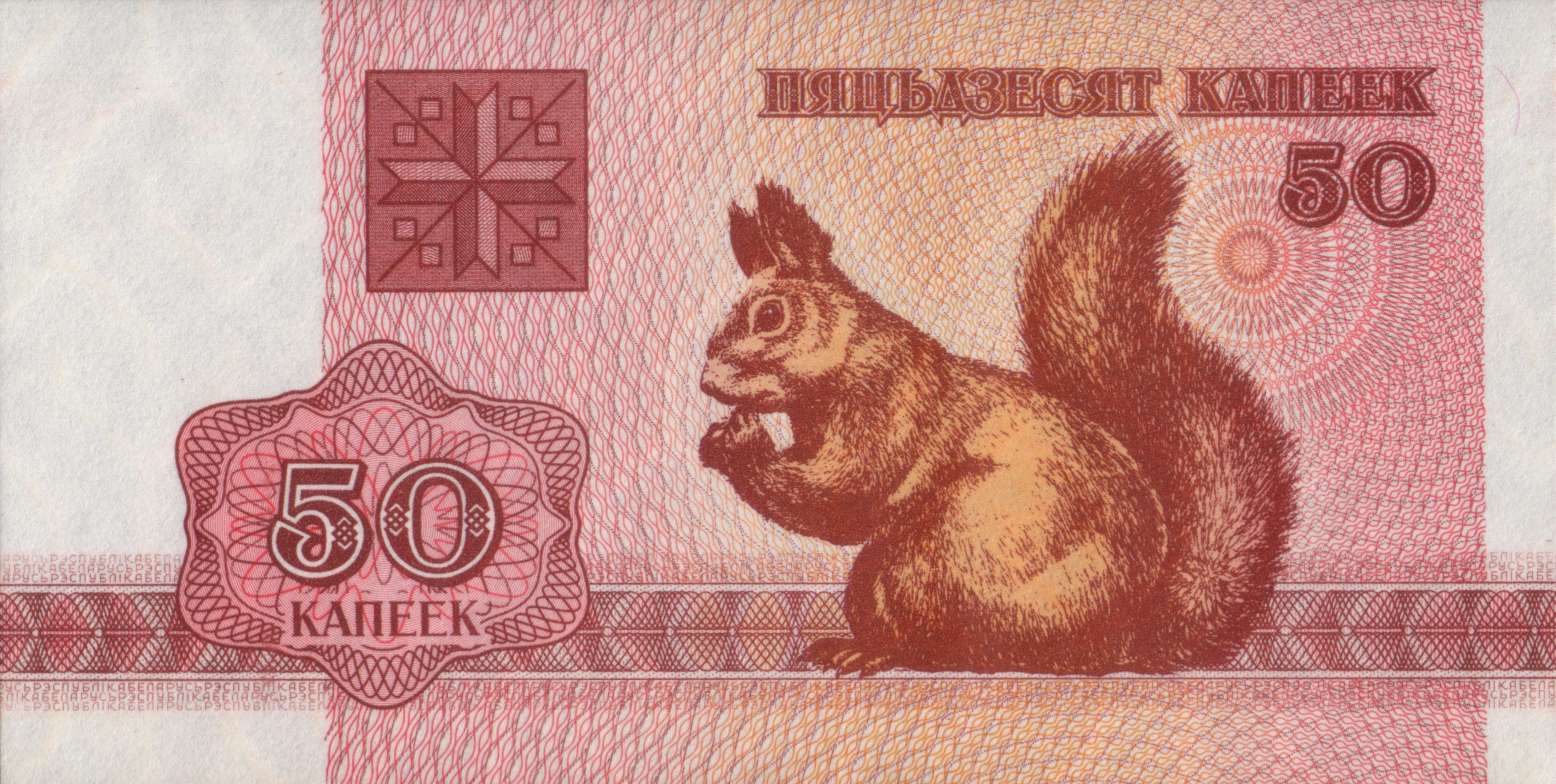
Купюра 50 копеек. Белоруссия, 1992